# Heather
Heather ist ein weiblicher Vorname und Familienname.

## Herkunft und Bedeutung
Heather ist die englische Bezeichnung für Heidekraut, welches auch unter dem Namen Erika bekannt ist. Der Name ist entgegen landläufiger Meinung jedoch nicht die Entsprechung des deutschen Vornamens Erika, da dieser von Erich abgeleitet ist.

## Namensträger

### Vorname
- Heather Angel (1909–1986), britische Schauspielerin
- Heather Armitage (* 1933), britische Leichtathletin
- Heather B. (* 1971), US-amerikanische Rapperin
- Heather Bansley (* 1987), kanadische Beachvolleyballspielerin
- Heather Bratton (1987–2006), US-amerikanisches Fotomodel
- Heather Brigstocke, Baroness Brigstocke (1929–2004), britische Adlige und Lehrerin
- Heather Brown (* 1975), US-amerikanische Schauspielerin
- Heather Burns (* 1975), US-amerikanische Schauspielerin
- Heather Cameron (* 1969), britische Sozialwissenschaftlerin
- Heather Coltman (* 1958), US-amerikanische Pianistin und Musikpädagogin
- Heather Cooke (* 1988), philippinisch-US-amerikanische Fußballspielerin
- Heather Crowe (1945–2006), kanadische Kellnerin
- Heather De Lisle (* 1976), US-amerikanische Fernsehmoderatorin
- Heather Doerksen (* 1980), kanadische Schauspielerin
- Heather Donahue (* 1974), US-amerikanische Schauspielerin
- Heather Dyer (* 1970), britische Kinderbuchautorin
- Heather Fuhr (* 1968), kanadische Duathletin und Triathletin
- Heather Garriock (* 1982), australische Fußballspielerin
- Heather Gollnick (* 1970), US-amerikanische Triathletin
- Heather Graham (* 1970), US-amerikanische Schauspielerin
- Heather Greenwood (* 1958/1959), US-amerikanische Schwimmerin
- Heather Harper (1930–2019), britische Sängerin (Sopran)
- Heather Headley (* 1974), trinidadische Sängerin und Schauspielerin
- Heather M. Hodges, US-amerikanische Diplomatin
- Heather Hunter (* 1969), US-amerikanische Pornodarstellerin
- Heather Jackson (* 1984), US-amerikanische Triathletin
- Heather Juergensen (* 1970), US-amerikanische Schauspielerin, Drehbuchautorin und Filmproduzentin
- Heather Paige Kent (* 1969), US-amerikanische Schauspielerin
- Heather Langenkamp (* 1964), US-amerikanische Schauspielerin
- Heather Locklear (* 1961), US-amerikanische Schauspielerin
- Heather Loeffler, US-amerikanische Bühnenbildnerin
- Heather Lowe (* 1951), US-amerikanische Schauspielerin
- Heather Matarazzo (* 1982), US-amerikanische Schauspielerin
- Heather McComb (* 1977), US-amerikanische Schauspielerin
- Heather McKay (* 1941), australische Squashspielerin
- Heather McPhie (* 1984), US-amerikanische Freestyle-Skierin
- Heather Medway (* 1972), US-amerikanische Schauspielerin und Model
- Heather Menzies (1949–2017), kanadische Schauspielerin
- Heather Mills (* 1968), britisches Model
- Heather Mitchell (* 1958), australische Schauspielerin
- Heather Mitts (* 1978), US-amerikanische Fußballspielerin
- Heather Monro (* 1971), britische Orientierungsläuferin
- Heather Morris (* 1987), US-amerikanische Sängerin, Tänzerin und Schauspielerin
- Heather Moyse (* 1978), kanadische Bobsportlerin, Rugby-Spielerin und Leichtathletin
- Heather Nova (* 1967), bermudische Sängerin
- Heather Oakes (* 1959), britische Sprinterin
- Heather Lauren Olson (* 1982), US-amerikanische Schauspielerin
- Heather Olver (* 1986), englische Badmintonspielerin
- Heather O’Reilly (* 1985), US-amerikanische Fußballspielerin
- Heather O’Rourke (1975–1988), US-amerikanische Schauspielerin
- Heather Poole (* 1969), kanadische Badmintonspielerin
- Heather Richardson (* 1989), US-amerikanische Eisschnellläuferin
- Heather Robson (* um 1930), neuseeländische Badmintonspielerin
- Heather Roche (* ≈1980), kanadische Klarinettistin
- Heather Samuel (* 1970), antiguanische Leichtathletin
- Heather Sears (1935–1994), britische Schauspielerin
- Heather Small (* 1965), britische Soulsängerin
- Heather Rene Smith (* 1987), US-amerikanisches Model und Schauspielerin
- Heather Stanning (* 1985), britische Ruderin
- Heather Thomas (* 1957), US-amerikanische Schauspielerin
- Heather Thomson (Leichtathletin) (* 1946), neuseeländische Leichtathletin
- Heather Tom (* 1975), US-amerikanische Schauspielerin
- Heather Turland (* 1960), australische Marathonläuferin
- Heather Vandeven (* 1981), US-amerikanische Schauspielerin, Model und Pornodarstellerin
- Heather Veitch (* 1974), US-amerikanische Stripteasetänzerin und Missionarin
- Heather Wahlquist (* 1977), US-amerikanische Schauspielerin
- Heather Ward (* 1938), englische Badmintonspielerin
- Heather Watson (* 1992), britische Tennisspielerin
- Heather Wilson (Politikerin) (* 1960), US-amerikanische Politikerin
- Heather Wurtele (* 1979), kanadische Triathletin

### Familienname
- Bede Vincent Heather (1928–2021), australischer Geistlicher, Bischof von Parramatta
- Jean Heather (1921–1995), US-amerikanische Schauspielerin
- Mark Heather (* 1976), englischer Squashspieler
- Peter J. Heather (* 1960), britischer Historiker
- Steve Heather (* 1969), australischer Jazzmusiker

### Kunstfigur
- Alles über Heather, Roman von Matthew Weiner aus dem Jahr 2017